# Курський державний медичний університет
Ку́рський державний медичний університе́т — вищий навчальний заклад у Курську.

## Історія
Засновано 1935 року як Курський державний медичний інститут.
1984 року стає вишом першої категорії. 1985 року нагороджено Орденом Трудового Червоного Прапора. 1994 року інституту надано статус університету.
У КДМУ навчаються 6382 студенти очної форми навчання, 759 - заочної, 66 - очно-заочної, 16 - екстернатної. Кількість викладачів становить 804, із них 646 - штатних викладачів.

## Структура
- Лікувальний факультет
- Медико-профілактичний факультет
- Педіатричний факультет і ВБЗ (військово-будівний загін)
- Фармацевтичний факультет
- Біотехнологічний факультет
- Факультет клінічної психології, соціальної роботи
- Факультет економіки й управління охорони здоров'я
- Факультет післядипломної освіти (ФПО)
- Факультет підвищення кваліфікації (ФПК)
- Факультет довишівської підготовки
- Стоматологічний факультет

## Ректори
- Буне Ян Мартинович (1937—1940)
- Гехман Самуїл Рувимович (1940—1941)
- Рудченко Ганна Василівна (1944—1945)
- Яльцев Дмитро Олександрович
- Дерев'ягін Михайло Петрович
- Островерхов Георгій Юхимович (1950—1954)
- Савельєв Олександр Васильович (1954—1964)
- Крутько Микола Федорович (1964—1978)
- Зав'ялов Олександр Васильович (1978—2003)
- Лазарєв Олексій Іванович
- Лазаренко Віктор Анатолійович